# Tomorrow's Modern Boxes
Tomorrow's Modern Boxes (en español "cajas modernas del mañana") es el segundo álbum como solista del músico y compositor inglés Thom Yorke, de la banda de rock alternativo Radiohead. El álbum fue publicado por medio del portal BitTorrent el 26 de septiembre de 2014. Fue producido por Nigel Godrich, productor y colaborador de Yorke y Radiohead desde el álbum OK Computer (1997).

## Publicación
Tomorrow’s Modern Boxes fue publicado a través del protocolo peer-to-peer (proveedores de torrents) de BitTorrent usando la iniciativa “Bundles” (paquetes) que se refiere a una agrupación de archivos digitales, en los cuales los creadores publican su trabajo por torrentes empaquetados. Es el primer álbum en usar el servicio de pago del sitio como forma de distribución. Los usuarios pagan $6 USD (£3.69) para descargar 8 archivos MP3, un archivo de video (official de la canción “A Brain in a Bottle”) y el arte concepto del álbum (creado por Stanley Donwood) que conforman el paquete de Tomorrow’s Modern Boxes.
Radiohead, la banda de Yorke, ya había usado la distribución digital independiente con anterioridad: Su álbum In Rainbows (2007) usaba el sistema “paga lo que quieras”, en el cual los compradores estaban facultados para determinar la cantidad que ellos consideraran apropiada para el artista por su trabajo. Yorke y su productor Nigel Godrich han criticado el servicio de música en línea Spotify por no compensar económicamente a los artistas de manera adecuada. Matt Mason, oficial en jefe de contenido en BitTorrent, habló con The Guardian acerca de Tomorrow’s Modern Boxes, diciendo que “nació de una de las conversaciones que tuvimos sobre cómo el internet debería funcionar para los artistas; la visión que ambos compartimos es que en el presente no contamos con un modelo de negocios sustentable para los artistas en internet”. En un comunicado de prensa en el que anunciaban la publicación del álbum, Yorke y Godrich escribieron:
Es un experimento para probar si la mecánica del sistema es algo a lo que el público en general es capaz de acostumbrarse… Si funciona bien podría un modo efectivo de devolver el control del comercio de internet a las personas que crean el trabajo. Permitiendo a estas personas, que bien pueden hacer música, video o cualquier otra clase de contenido digital, venderlo por su cuenta, evadiendo a los auto-elegidos guardianes de las puertas (refiriéndose a las grandes compañías distribuidoras de música). Si funciona, cualquiera lo puede hacer de la misma manera que nosotros lo hicimos.
El álbum fue descargado más de 100,000 veces las primeras 24 horas de disponibilidad y más de 1 millón tan solo la primera semana Éstos números incluyen las descargas gratuitas de la canción "Brain in a Bottle" y su video musical. Las cifras oficiales de compra del álbum no han sido reveladas.
Los compradores también pueden ordenar la versión “de lujo” que consiste en una versión en disco de vinilo que se puede obtener a través del sitio oficial de Tomorrow’s Modern Boxes.
.

## Recepción
Tomorrow’s Modern Boxes recibió un general reseñas positivas. Metacritic,  que asigna una media ponderada calificando en una escala de 100 por críticas populares, el álbum fue calificado con un promedio de 73 basado en 18 reseñas, indicando “críticas favorables en términos generales”.
Slant Magazine otorgó a Tomorrow’s Modern Boxes 4 de 5 estrellas y escribió: “Esto es paranoia con alma… y ocasionalmente corazón. Tomorrow’s Modern Boxes mantiene los elementos patente de un trabajo de Thom Yorke inyectando sutiles momentos de invención fresca”. Otorgando un 7 de 10, Barry Nicholson de NME  escribió: “Difícilmente puede ser amor inmediato… sin embargo a través de repetidas reproducciones, los encantos del álbum comienzan a mostrarse”. Rolling Stone le concedió 4 de 5 estrellas, comentando que “demanda profunda atención”.
The A.V. Club lo calificó como B-, y escribió “Dejando a un lado los momentos de brillantez, el resultado suena mucho como algo con lo que Yorke mató el tiempo antes de adentrarse en el nuevo álbum de Radiohead.”  Mark Beaumont de The Guardian le otorgó 3 de 5 estrellas y lo llamó “tortuosamente discreto”. Y encontró que la súbita publicación del disco era “más impactante que el producto”. Pitchfork Media le concedió 6.3 de 10 y escribió “hay pocos momentos preciosos que tomar en términos de melodía y sentimiento, y no te sorprenderás tarareando nada de lo que esté aquí. Dicho esto, ciertos elementos de Tomorrow’s Modern Boxes, si escuchados con la atención requerida, pueden ser muy deleitables.”

## Lista de temas
| N.º | Título                           | Duración |  |
| 1.  | «A Brain in a Bottle»            | 4:41     |  |
| 2.  | «Guess Again!»                   | 4:24     |  |
| 3.  | «Interference»                   | 2:49     |  |
| 4.  | «The Mother Lode»                | 6:07     |  |
| 5.  | «Truth Ray»                      | 5:14     |  |
| 6.  | «There Is No Ice (For My Drink)» | 7:00     |  |
| 7.  | «Pink Section»                   | 2:35     |  |
| 8.  | «Nose Grows Some»                | 5:23     |  |

## Personal
Adaptado de las notas internas en el paquete de la edición de vinilo de Tomorrow’s Modern Boxes.
- Stanley Donwood – Arte conceptual
- Nigel Godrich – Producción y edición
- Colin Greenwood – programación de ritmos electrónicos en "Guess Again!"
- Bob Ludwig – Masterización
- Thom Yorke – Arte conceptual (Acreditado como "Tchocky"), composición y ejecución vocal/musical